# Gilley (Alto Marne)
 Gilley  es una población y comuna francesa, en la región de Champaña-Ardenas, departamento de Alto Marne, en el distrito de Langres y cantón de Fayl-Billot.

## Demografía
| 132 | 124 | 129 | 105 | 84 | 65 |
| Para los censos de 1962 a 1999 la población legal corresponde a la población sin duplicidades (Fuente: INSEE [Consultar]) |     |     |     |    |    |